# Референдумы в Швейцарии (1986)
Референдумы в Швейцарии проходили 16 марта, 29 сентября и 7 декабря 1986 года. В марте прошёл референдум по вхождению Швейцарии в ООН, который был отвергнут 76% голосов избирателей. В сентябре проходили три референдума по народным инициативам «о культуре» (предложение и контрпредложение), «о профессиональном образовании» и по федеральной резолюции о национальной сахарной экономике. Все три были отклонены.
В декабре прошли референдумы по народным инициативам «за защиту съёмщиков» (одобрен) и «за налогообложение грузового транспорта» (отклонён).

## Результаты

### Март: Членство в ООН
| Выбор                                | Общее голосование | Общее голосование | Кантоны | Кантоны | Кантоны |
| Выбор                                | Голосов           | %                 | Полных  | Полу-   | Всего   |
| ------------------------------------ | ----------------- | ----------------- | ------- | ------- | ------- |
| За                                   | 511 713           | 24,3              | 0       | 0       | 0       |
| Против                               | 1 591 150         | 75,7              | 20      | 6       | 23      |
| Пустых бюллетеней                    | 15 126            | –                 | –       | –       | –       |
| Недействительных бюллетеней          | 2 141             | –                 | –       | –       | –       |
| Всего                                | 2 120 130         | 100               | 20      | 6       | 23      |
| Зарегистрированных избирателей/ Явка | 4 181 276         | 50,7              | –       | –       | –       |
| Источник: Nohlen & Stöver            |                   |                   |         |         |         |

### Сентябрь: Культура
| Выбор                                | Гражданская инициатива | Гражданская инициатива | Гражданская инициатива | Гражданская инициатива | Гражданская инициатива | Встречная инициатива | Встречная инициатива | Встречная инициатива | Встречная инициатива | Встречная инициатива |
| Выбор                                | Общее голосование      | Общее голосование      | Кантоны                | Кантоны                | Кантоны                | Общее голосование    | Общее голосование    | Кантоны              | Кантоны              | Кантоны              |
| Выбор                                | Голосов                | %                      | Полных                 | Полу-                  | Всего                  | Голосов              | %                    | Полных               | Полу-                | Всего                |
| ------------------------------------ | ---------------------- | ---------------------- | ---------------------- | ---------------------- | ---------------------- | -------------------- | -------------------- | -------------------- | -------------------- | -------------------- |
| За                                   | 232 236                | 16,7                   | 0                      | 0                      | 0                      | 548 081              | 39,3                 | 0                    | 0                    | 0                    |
| Против                               | 1 048 679              | 75,2                   | 20                     | 6                      | 23                     | 670 195              | 48,1                 | 20                   | 6                    | 23                   |
| Без ответа                           | 113 566                | 8,1                    | –                      | –                      | –                      | 175 995              | 12,6                 | –                    | –                    | –                    |
| Пустых бюллетеней                    | 53 657                 | –                      | –                      | –                      | –                      | 53 657               | –                    | –                    | –                    | –                    |
| Недействительных бюллетеней          | 12 090                 | –                      | –                      | –                      | –                      | 12 090               | –                    | –                    | –                    | –                    |
| Всего                                | 1 460 318              | 100                    | 20                     | 6                      | 23                     | 1 460 318            | 100                  | 20                   | 6                    | 23                   |
| Зарегистрированных избирателей/ Явка | 4 203 197              | 34,7                   | –                      | –                      | –                      | 4 203 197            | 34,7                 | –                    | –                    | –                    |
| Источник: Direct Democracy           |                        |                        |                        |                        |                        |                      |                      |                      |                      |                      |

### Сентябрь: Профессиональное образование
| Выбор                                | Общее голосование | Общее голосование | Кантоны | Кантоны | Кантоны |
| Выбор                                | Голосов           | %                 | Полных  | Полу-   | Всего   |
| ------------------------------------ | ----------------- | ----------------- | ------- | ------- | ------- |
| За                                   | 261 759           | 18,4              | 0       | 0       | 0       |
| Против                               | 1 162 238         | 81,6              | 20      | 6       | 23      |
| Пустых бюллетеней                    | 37 216            | –                 | –       | –       | –       |
| Недействительных бюллетеней          | 2 186             | –                 | –       | –       | –       |
| Всего                                | 1 463 399         | 100               | 20      | 6       | 23      |
| Зарегистрированных избирателей/ Явка | 4 203 197         | 34,8              | –       | –       | –       |
| Источник: Nohlen & Stöver            |                   |                   |         |         |         |

### Сентябрь: Сахарная промышленность
| Выбор                                | Голосов   | %    |
| ------------------------------------ | --------- | ---- |
| За                                   | 548 779   | 38,2 |
| Против                               | 887 726   | 61,8 |
| Пустых бюллетеней                    | 29 103    | –    |
| Недействительных бюллетеней          | 2 191     | –    |
| Всего                                | 1 466 799 | 100  |
| Зарегистрированных избирателей/ Явка | 4 203 197 | 34,9 |
| Источник: Nohlen & Stöver            |           |      |

### Декабрь: Защита съёмщиков
| Выбор                                | Общее голосование | Общее голосование | Кантоны | Кантоны | Кантоны |
| Выбор                                | Голосов           | %                 | Полных  | Полу-   | Всего   |
| ------------------------------------ | ----------------- | ----------------- | ------- | ------- | ------- |
| За                                   | 922 221           | 64,4              | 17      | 3       | 18,5    |
| Против                               | 510 490           | 35,6              | 3       | 3       | 4,5     |
| Пустых бюллетеней                    | 27 036            | –                 | –       | –       | –       |
| Недействительных бюллетеней          | 1 841             | –                 | –       | –       | –       |
| Всего                                | 1 461 588         | 100               | 20      | 6       | 23      |
| Зарегистрированных избирателей/ Явка | 4 210 819         | 34,7              | –       | –       | –       |
| Источник: Nohlen & Stöver            |                   |                   |         |         |         |